# Szyba (Ełk)
Szyba (niem. Sybba) – osiedle Ełku powstałe na skutek przyłączenia do miasta w 1955 roku wsi o tej samej nazwie. Położone jest w południowej części Ełku. Od zachodu graniczy z osiedlem Jeziorna, a od wschodu z Osiedlem Wczasowym.
W zabudowie Szyby dominują przedwojenne wschodniopruskie kamienice oraz domy jedno- i wielorodzinne. We wschodniej części osiedla znajduje się Jezioro Szyba.
Na południe od osiedla, poza granicami miasta, znajduje się strzelnica myśliwska Ełk-Szyba.
4 października 1954 włączona do Ełku, oprócz obszaru lasów państwowych o pow. 198,52 ha, które włączono do nowo utworzonej gromady Kałęczyny.

## Historia
Osada została założona w 1566. Od końca XIX wieku Szyba, będąca podełcką wsią, rozwijała się jako mazurski kurort. Rozwój zahamował wybuch II wojny światowej. Do 1938 niemiecka nazwa wsi brzmiała Sybba. Od 16 lipca 1938 miejscowość nosiła nazwę Walden w efekcie urzędowej germanizacji polsko brzmiących nazw miejscowości. W 1933 Szybę zamieszkiwało 799 osób, a w 1939 853 osoby. Po przyłączeniu Mazur do Polski powrócono do tradycyjnej nazwy. W 1955 wieś przyłączono do miasta i odtąd funkcjonuje jako osiedle. W 2012 roku rozpoczęto budowę bloków mieszkalnych przy ulicy Kolejowej.

## Transport

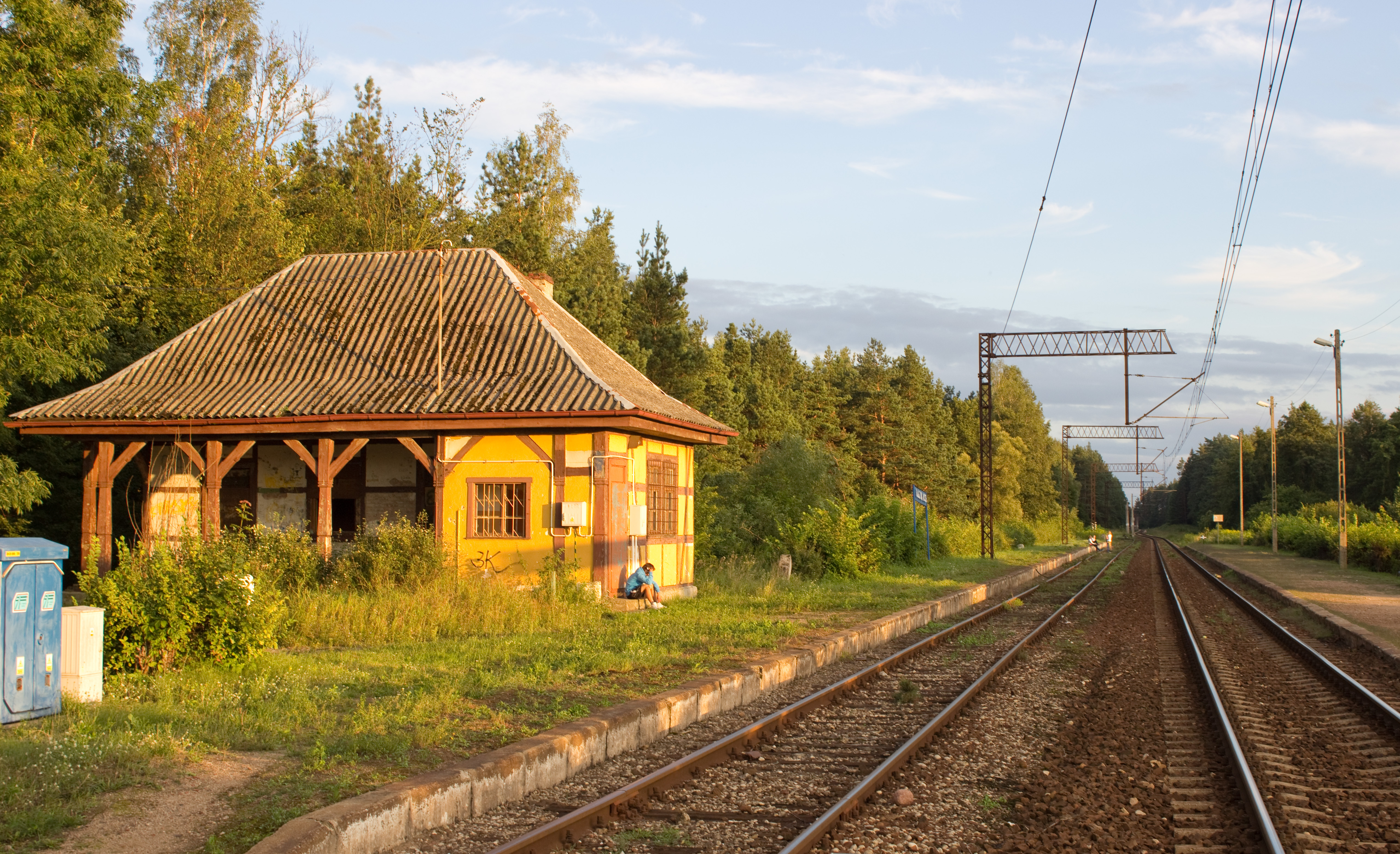
Przystanek kolejowy Ełk Szyba Wschód

W południowej części osiedla znajdują się przystanki kolejowe Ełk Szyba Zachód i Ełk Szyba Wschód, obsługujące połączenia osobowe odpowiednio z Olsztynem i Białymstokiem. W sąsiedztwie przystanku Ełk Szyba Zachód mieści się cmentarz wojenny żołnierzy niemieckich z I wojny światowej, wpisany do rejestru zabytków.

## Ulice
- ul. Dębowa
- ul. Garbarska
- ul. Grajewska (65)
- ul. Kolejowa
- ul. Krótka
- ul. Leśna
- ul. Lipowa
- ul. Skórzana
- ul. Sosnowa
- ul. Szyszkowa